# Lasioglossum delobeli
Lasioglossum delobeli är en biart som beskrevs av Gregory B. Pauly och Munzinger 2003. Lasioglossum delobeli ingår i släktet smalbin, och familjen vägbin. Inga underarter finns listade i Catalogue of Life.

## Bildgalleri

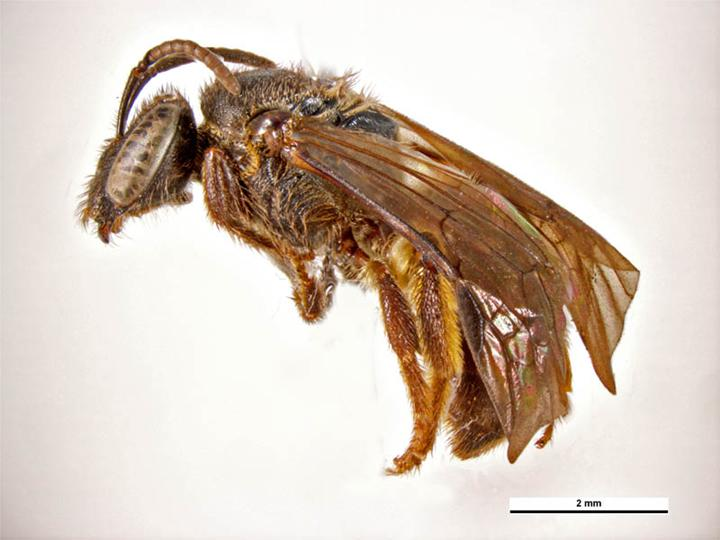